# Tytus Manliusz Torkwatus (konsul 347 p.n.e.)

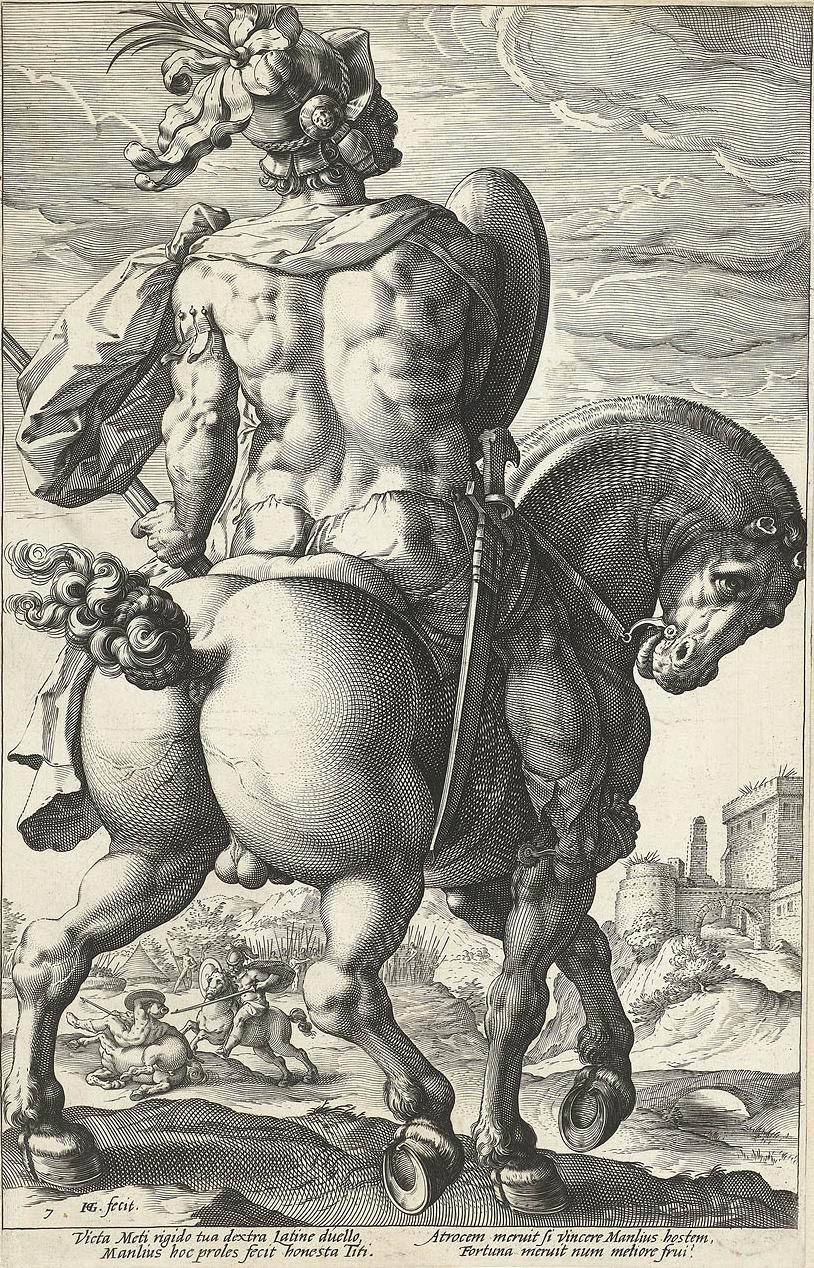
Tytus Manliusz Torkwatus na rycinie Hendrika Goltziusa

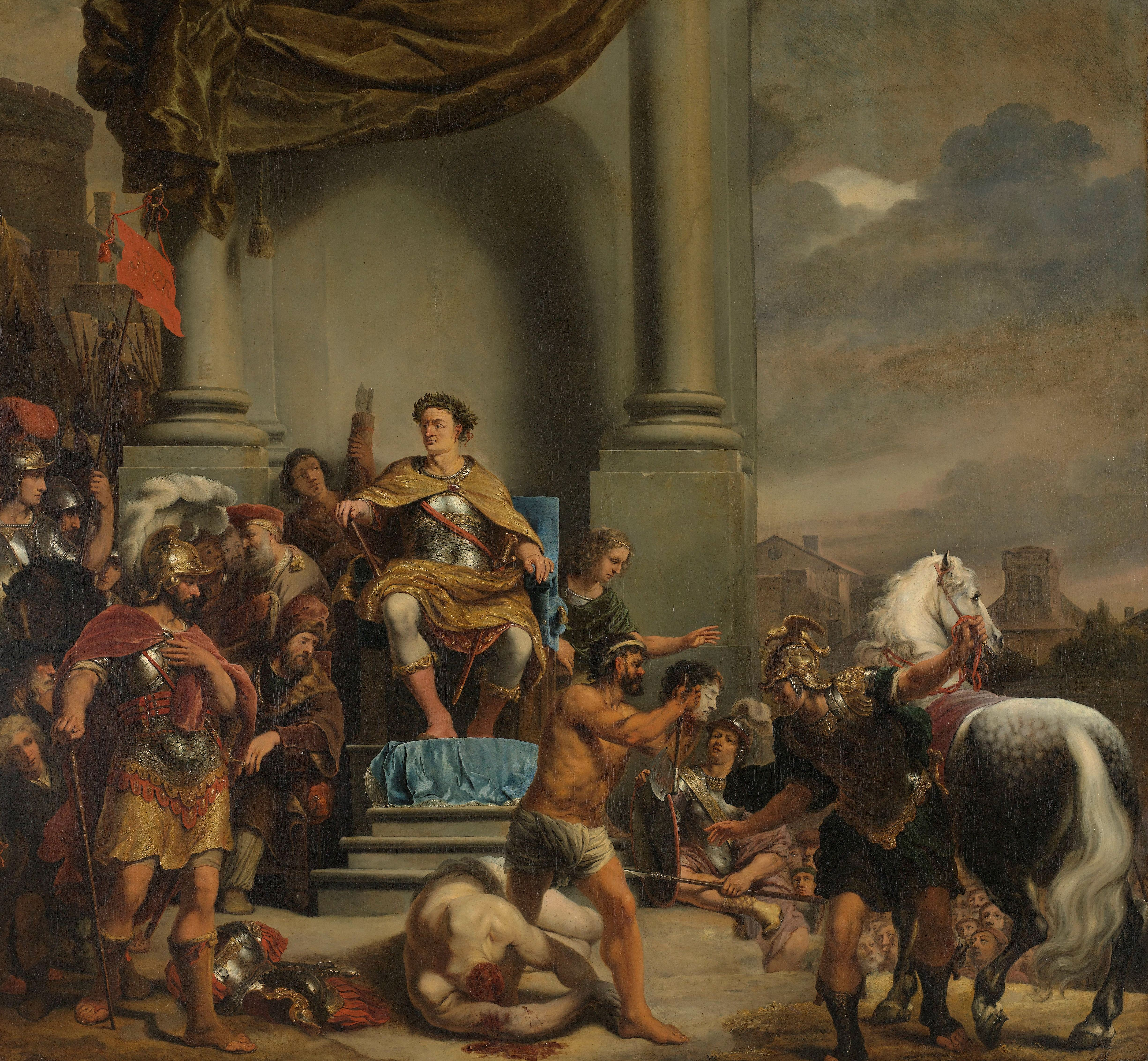
Tytus Manliusz Torkwatus skazujący na śmierć własnego syna na obrazie Ferdinanda Bola

Titus Manlius Imperiosus Torquatus – trzykrotny konsul rzymski i dwukrotny dyktator, znany ze stracenia własnego syna, który nie usłuchał jego zakazu wdając się z wrogiem w pojedynek.

## Życiorys
Był synem Lucjusza Manliusza Kapitolinusa Imperiosusa, dyktatora z 363 roku p.n.e. Z polecenia ojca młodość spędził na wsi, za co Marek Pomponiusz, ówczesny trybun ludowy, oskarżył Lucjusza o uniemożliwienie synowi obcowania z innymi ludźmi. Kiedy Tytus dowiedział się o tym, udał się do Pomponiusza w Rzymie i wtargnąwszy z mieczem w ręku kazał mu przysiąc, że odstąpi od oskarżenia ojca, albo go zgładzi. Zmuszony groźbą Pomponiusz zrezygnował z oskarżenia, publicznie objaśniając przebieg całego zajścia.
W 361 roku p.n.e. służąc jako trybun wojskowy zasłynął z pokonania w pojedynku Gala przewyższającego go siłą i wzrostem, któremu po zwycięstwie zdjął naszyjnik wkładając go sobie na szyję, przez co zyskał przydomek Torquatus (od torques). W 353 roku p.n.e. mianowany dyktatorem, w roku 349 p.n.e. ponownie powierzono mu tę funkcję. W 347 roku p.n.e. wybrany został na urząd konsula i ponownie w roku 344 p.n.e..
W 340 roku p.n.e. został wybrany konsulem po raz trzeci (drugim został Publiusz Decjusz Mus). W tym samym roku po wybuchu wojny latyńskiej obaj konsulowie wyruszyli na czele armii do Lacjum. Przed bitwą z Latynami Manliusz wydał zakaz odbywania pojedynków z nieprzyjacielem. Rozkaz ten złamał jego własny syn Tytus Manliusz, który natrafił na wrogi oddział Geminusa Mecjusza i dał mu się sprowokować przystępując do pojedynku, w którym zwyciężył. Po zabiciu zgarnął łupy i powrócił do obozu, by pochwalić się ojcu zwycięstwem. Ten jednak uznał działanie syna za nieposłuszeństwo osłabiające rzymską dyscyplinę i skazał go na śmierć. Stąd powstało wyrażenie o „rządach manliańskich” (imperia Manliana), będące określeniem władzy surowej i bezwzględnej.